# Сегал, Бенцион Израилевич
Бенцион Израилевич Сегал (17(30) декабря 1901, Остров, Ломжинская губерния — 1971, Москва) — советский математик. Доктор физико-математических наук (1935), профессор (1938).

## Биография
Сын приказчика. В 1915 году в связи с Первой мировой войной семья была выселена с прифронтовой территории и поселилась в Воронеже.
- В 1924 году окончил математическое отделение физико-математического факультета Воронежского государственного университета[2]. Работал заместителем заведующего губернским отделом народного образования.
- В 1929—1932 учился в аспирантуре АН СССР по математике.
- В 1932—1948 работал в Математическом институте АН СССР (МиАН) — учёный секретарь Ассоциации астрономии, математики и физики, секретарь парткома;
- в 1934—1938 учёный секретарь института.
- Одновременно с 1935 доцент, с 1938 профессор.
- С 1935 по 1971 год зав. кафедрой математики в Московском станкоинструментальном институте.

## Научная деятельность
Доктор физико-математических наук (1935), тема диссертации — теория чисел.
Основные темы научных исследований — теория чисел, дифференциальные уравнения в частных производных, теория вероятностей, приближенные и численные методы.
В годы войны занимался прикладными задачами. В 1942 году опубликовал в журнале «Доклады Академии наук» статью «Способ гидродинамического расчёта одной системы плотин» (совместно с Ф. Р. Гантмахером).
Соавтор книги «Пятизначные математические таблицы» / Б. И. Сегал, К. А. Семендяев. — М. ; Л. : АН СССР, 1948. — 454 с. : табл. 2-е изд. 1959 3-е изд. 1962, выдержавшей три издания.
Член редколлегии журнала «Известия РАН. Серия математическая».
Награждён орденом «Знак Почёта» и медалями.

## Семья
Брат — живописец Александр Израилевич Сегал.

## Книги
- Пятизначные математические таблицы (с К. А. Семендяевым). М.: АН СССР, Государственное физико-математическое издательство, 1948, 1959, 1962. — 463 с.